# 丁子峻
丁子峻（1974年5月6日—），香港男演员，現在中國内地發展，是香港天后楊千嬅夫婿丁子高的堂兄。

## 经历
早期參與香港影視作品，現活跃于内地电视剧和電影居多。
与女演员吉祥（朱虹）于2006年注册，随后吉祥担任丁子峻的经纪人，2011年10月30日在杭州举办婚礼。
他在《精忠岳飞》演南宋皇帝宋高宗赵构為人所熟悉。。

## 電影

### 參演
- 1995《女人四十》孙定一
- 1996《旺角揸Fit人》林锋
- 1996《百分百感觉》Thomas
- 1996《洪兴仔之江湖大风暴》细潮
- 1996《金榜题名》Jose
- 1996《色情男女》阿伟
- 1996《阴阳路》小波
- 1997《陰陽路2：我在你左右》長发
- 1998《陰陽路3：升棺发财》资生堂
- 2000《心思思》家宝
- 2002《旺角的天空3之终极边缘》钱继东
- 2004《三言二拍之张廷秀》张廷秀
- 2005《沾花惹草》
- 2006《直到有一天》凌逍
- 2007《真爱无言》楚鹤
- 2009《西塘河》叶风
- 2012《百万爱情宝贝》高英俊

### 執導
- 2023《里奇不眠夜》

## 电视剧
- 1996《我和春天有个约会》Danny
- 1997《国际刑警1997·越南鬼蝶》阮志文
- 1998《祝君早安》齐全
- 1998《上海之恋》立居
- 2000《亲密爱人》温凯文
- 2002《8号巴士站站情》袁车民
- 2002《流星蝴蝶剑》孟星魂
- 2003《爱比恨多一点》海宁
- 2005《雪域迷城》纳龙
- 2006《我爱河东狮》二皇子
- 2006《等你一万年》
- 2006《重症病房》柳声河
- 2010《情陷巴塞罗那》林勇文
- 2010《神话》蒙恬
- 2010《孽债2》林淼
- 2011《流泪的新娘》葛人杰
- 2012《偏偏爱上你》文泽楷
- 2013《精忠岳飞》赵构
- 2013《追鱼传奇》太子/展風
- 未播出《如果不曾爱过你》杜洋(2013年拍攝)
- 2014《妻子的秘密》黎天
- 2016《我是你的百搭》安东
- 2016《中国式关系》何俊贤
- 2017《天泪传奇之凤凰无双》饰 萧凤溟 (兼任"出品人")
- 2018《钟馗捉妖记》饰 杨司伯
- 2019《白发》饰 秦永
- 2020《天醒之路》饰 翟容
- 2023《父辈的荣耀》饰 查爾斯
- 2024《梦想城》饰 麦森
- 未播《我在回忆里等你》许明杰

## 唱片
- 1995年：《戀愛中的傻子》